# Volo Independent Air 1851
Il volo Independent Air 1851 era un volo charter operato dalla compagnia statunitense Independent Air dall'aeroporto di Orio al Serio, Bergamo a Punta Cana, Repubblica Dominicana, con scalo previsto a Santa Maria, nelle Azzorre. 
L'8 febbraio 1989 il Boeing 707 che svolgeva il volo, con a bordo 137 passeggeri, tutti italiani, e 7 membri dell'equipaggio di nazionalità statunitense, si schiantò sulla collina di Pico Alto, nelle Azzorre, durante l'avvicinamento all'aeroporto di Santa Maria, causando la morte di tutti gli occupanti. La vicenda è conosciuta anche con il nome di Disastro delle Azzorre.
Rimane tuttora il peggior disastro aereo della storia del Portogallo e il quarto peggior incidente in cui è coinvolto un Boeing 707.

## Aereo ed equipaggio
L'aereo, registrato come N7231T, era un Boeing 707 di 21 anni, costruito nel 1968 e consegnato il 22 marzo dello stesso anno alla Trans World Airlines (TWA), per poi essere acquisito dalla Independent Air nel 1983.
L'equipaggio era formato dal capitano Douglas Leon Daugherty, di 41 anni, dal primo ufficiale Samuel "Sammy" Adcock, di 36 anni, e dall'ingegnere di volo Jorge Gonzales, di 34 anni.
Il capitano Daugherty aveva accumulato 7 766 ore, di cui 766 sul Boeing 707 e 2 259 sul Boeing 727. Il primo ufficiale Adcock aveva 3 764 ore di volo, di cui solo 64 sul Boeing 707. L'ingegnere di volo Gonzales aveva 6 756 ore di volo, di cui 1 056 sul Boeing 707 e quasi 3 000 ore sul Boeing 727 e sul velivolo militare Lockheed C-5 Galaxy.
Una delle assistenti di volo, Yvette Murray (di 26 anni), aveva una relazione in corso con il capitano Daugherty e i due si sarebbero sposati a maggio dello stesso anno.

## Sequenza degli eventi

### Eventi precedenti
L'equipaggio di volo aveva già volato il 3 febbraio a Montego Bay,Giamaica. Il 4 febbraio volarono a Fort Worth, in Texas, poi a Denver, in Colorado. Il 5 febbraio, l'equipaggio tornò a Montego Bay, dove ricevette l'incarico per il volo 1851 da Milano, Italia, a Punta Cana, Repubblica Dominicana, con scalo previsto a Santa Maria, Azzorre, Portogallo. Il 7 febbraio, dopo un volo di 10 ore e 40 minuti, l'equipaggio arrivò a Genova, in Italia, dovendo dirottare dall'Aeroporto di Milano Malpensa a causa del maltempo. L'equipaggio giunse tre ore dopo a Bergamo, che si trovava vicino all'aeroporto di partenza previsto. L'equipaggio trascorse le successive 46 ore in un albergo, le loro attività erano sconosciute. Tuttavia, la mattina presto del 9 febbraio, un testimone dichiarò che tutti avevano lasciato l'albergo di buon umore.
La partenza era prevista per le 08:00 GMT, ma a causa dell'aumentare della nebbia l'aereo subì un ritardo a Genova e riuscì ad atterrare all'aeroporto di Orio al Serio a Bergamo solo alle 07:20. Secondo il piano di volo, la prima parte del volo avrebbe dovuto durare 4 ore e 10 minuti, con atterraggio sulla pista 33. Da notare inoltre che, per quanto riguarda il volo, le coordinate dell'aeroporto erano 36756 Nord (latitudine) e 025096 Ovest (longitudine), con l'elevazione della pista pari a 0 piedi. Ma le coordinate indicate non corrispondevano né alle carte né a nessuna delle apparecchiature di navigazione dell'aereo, e il livello effettivo dell'aerodromo è di 305 piedi (93 m). Sempre durante l'indagine si è constatato che le carte di navigazione aerea di questo aeroporto erano obsolete di 27 anni, l'ultimo aggiornamento risale al 1º febbraio 1962.

### L'incidente
L'aereo decollò regolarmente da Bergamo alle 10:04 UTC, diretto all'isola di Santa Maria, la più orientale dell'arcipelago delle Azzorre, per compiere uno scalo tecnico.
Alle 12:46 l'equipaggio contattò il controllo del traffico aereo di Santa Maria riportando il punto di rotta previsto. Il giorno dell'incidente il controllore in servizio era in fase di addestramento e pertanto era assistito da un supervisore; inoltre l'aeroporto era sprovvisto di strumentazione radar. L'ingegnere di volo chiese al controllore le informazioni meteo, mentre le successive comunicazioni vennero gestite dal primo ufficiale, con il capitano ai comandi durante l'intera rotta.
Alle 13:56, mentre il volo 1851 stava passando i 6 700 metri (22 000 piedi), la torre di controllo concesse al Boeing l'autorizzazione all'avvicinamento, comunicando di scendere alla quota di 3 000 piedi (910 metri, altezza minima di sicurezza per l'avvicinamento all'aeroporto), e fornendo la pressione di 1027 hPa. Aggiunse inoltre che la procedura prevista sarebbe stata un avvicinamento ILS alla pista 19 e di ricontattarlo una volta raggiunti i 3 000 piedi. Contemporaneamente, l'equipaggio confermò erroneamente la quota di discesa di 2 000 piedi (610 metri) e la pressione atmosferica.
Alle 14:06 il velivolo, dopo essere entrato in una zona di turbolenza all'interno di fitte nubi, raggiunse un'altitudine di 610 metri (2 000 piedi) e continuò a scendere. Alcuni testimoni videro il velivolo volare ad una quota pericolosamente bassa. Alle 14:08 il radioaltimetro fece scattare in cabina l'allarme di Ground Proximity Warning System (GPWS) a causa della vicinanza rispetto al terreno. Sette secondi dopo, ad un'altitudine di 547 metri (1 795 piedi) l'aereo si schiantò contro il versante est della collina Pico Alto (alta circa 586 metri) ed esplose all'impatto con gli alberi. Numerosi detriti raggiunsero il versante opposto della collina. Il luogo impervio non facilitò il compito dei soccorritori, che una volta giunti sul posto non trovarono alcun sopravvissuto.

## Le indagini

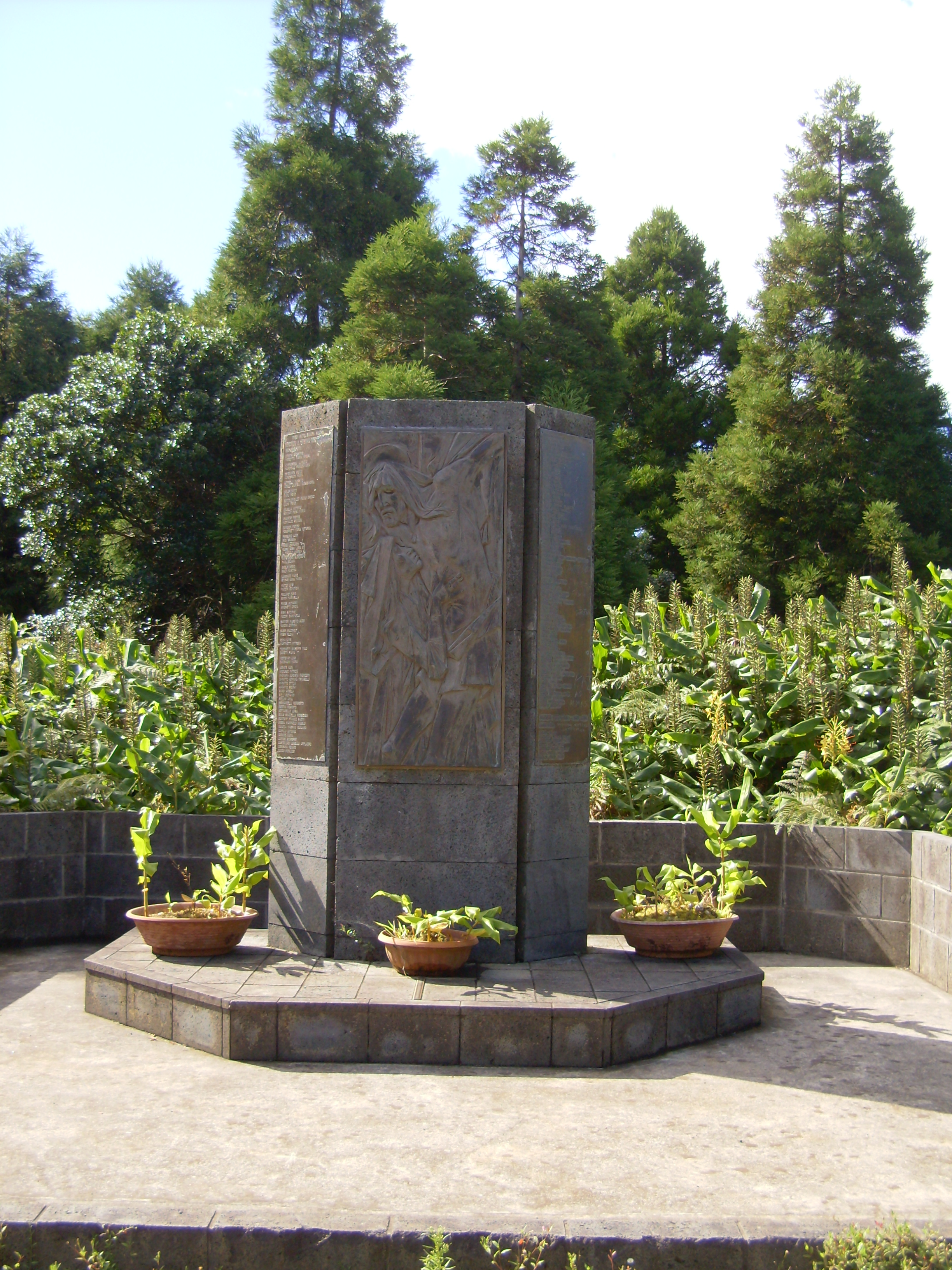
Monumento alle vittime del Disastro delle Azzorre sul Pico Alto.

Grazie al ritrovamento e alle analisi della scatola nera, le indagini stabilirono che l'incidente fu causato da una serie di incomprensioni ed errori da parte dell'equipaggio e del controllore del traffico aereo di Santa Maria.
Quando il controllore comunicò l'autorizzazione all'avvicinamento, indicando la quota di discesa di 3 000 piedi, l'equipaggio comprese e diede conferma dell'errata altitudine di 2 000 piedi. Tuttavia nello stesso momento il controllore riattivò la radio per concludere la propria trasmissione, specificando l'avvicinamento ILS alla pista 19 e chiedendo di essere ricontattato una volta raggiunti i 3 000 piedi. La sovrapposizione delle comunicazioni radio annullò le rispettive trasmissioni, impedendo al controllore di correggere l'errore del pilota. Lo stesso controllore, non sentendo la conferma dell'equipaggio all'autorizzazione, avrebbe dovuto insistere per ottenerla, ma non lo fece.
Inoltre, durante la stessa autorizzazione, il controllore comunicò all'equipaggio una pressione atmosferica errata, 1027 hPa, maggiore di 9 hPa rispetto a quella reale (1018). Nel frattempo il supervisore della torre di controllo non poté notare i due cruciali errori del suo assistito poiché distratto da una chiamata.
A questo punto l'equipaggio, che non eseguì un briefing dell'avvicinamento adeguato tralasciando il controllo della minima altitudine di settore (pari proprio a 3 000 piedi), selezionò la discesa a 2 000 piedi. Il valore della pressione atmosferica errato fece sì che il velivolo scese in realtà di ulteriori 250 piedi (75 metri) circa, entrando in rotta di collisione con la collina Pico Alto, ad insaputa dei piloti i quali non erano in grado di scorgere il terreno sottostante a causa della fitta nube che si era formata nella zona orientale dell'isola.
Infine, secondo gli investigatori, se i piloti non avessero ignorato il Ground Proximity Warning System (GPWS) eseguendo immediatamente una riattaccata, avrebbero potuto evitare lo schianto nei pochi secondi rimasti a disposizione. Ulteriori indagini rilevarono che Independent Air aveva il simulatore di addestramento impostato su valori di velocità di avvicinamento e flap differenti dal modello di Boeing 707 coinvolto nell'incidente e poiché ciò faceva scattare l'allarme del simulatore durante atterraggi regolari, gli istruttori "disattivavano il GPWS oppure insegnavano agli studenti di ignorarlo".
Il rapporto finale rilevò altri fattori che causarono lo schianto:
- Utilizzo di un lessico e di una fraseologia non adeguata nelle comunicazioni tra l'equipaggio e il controllore del traffico aereo;[3]
- Limitata esperienza di volo internazionale per l'equipaggio e la carente formazione dei piloti della compagnia aerea che non includeva le tecniche di manovra di emergenza per il recupero a bassa quota dell'aeromobile;
- Condizioni climatiche caratterizzate da turbolenza e dalla presenza di nuvole basse che diminuirono notevolmente la visibilità.

## Conseguenze
A seguito del disastro, la stampa italiana prese di mira i tour operator che si affidavano a questi voli charter, più economici rispetto ai voli di linea; a loro dire, queste compagnie sottovalutavano le norme di sicurezza per abbattere i costi di gestione con velivoli datati e personale impreparato, costretto a gravosi turni di lavoro. Le indagini successive smentirono gran parte delle accuse mosse.
L'allora ministro dei Trasporti Giorgio Santuz, all'indomani della tragedia, sospese temporaneamente l'autorizzazione al volo nei cieli italiani all'Independent Air.
Il lavoro di recupero delle salme fu effettuato dai Vigili del Fuoco italiani del Comando di Roma.

### Causa legale
Nel 1992, un gruppo di parenti prossimi dichiarò che Independent Air e il locatore dell'aereo, International Air Leases, erano responsabili della perdita dei loro parenti e chiesero un risarcimento. Nei casi giudiziari che seguirono, Independent Air fu giudicata per aver agito con negligenza sulla base della seguente dichiarazione:
"fatti indiscutibili mostrano che il pilota e l'equipaggio hanno volato con l'aereo al di sotto di un'altitudine di 3.000 piedi, mentre le loro carte della zona mostravano chiaramente che era pericoloso scendere sotto i 3.000 piedi a causa della montagna. Il pilota al comando non può giustificare il suo atto con sostenendo che il controllore del traffico aereo gli aveva ordinato di scendere ad un'altitudine di 2.000 piedi e gli aveva fornito un'impostazione errata dell'altimetro. Scendendo al di sotto dell'altitudine sicura indicata, avrebbe consapevolmente messo l'aereo in una situazione pericolosa. Ha poi proceduto a volare in cima la montagna che sapeva era lì".

## Il volo Independent Air 1851 nei media
L'incidente del volo 1851 della Independent Air è stato analizzato nell'episodio Segnali contrastanti della ventitreesima stagione del documentario Indagini ad alta quota trasmesso da National Geographic Channel.